# John R. MacIntosh-Walker
John R. MacIntosh-Walker, britanski general, * 1898, † 1944.